# Middleburg (Pennsilvània)
Middleburg és una població dels Estats Units a l'estat de Pennsilvània. Segons el cens del 2000 tenia 1.382 habitants.

## Demografia
Segons el cens del 2000, Middleburg tenia 1.382 habitants, 611 habitatges, i 378 famílies. La densitat de població era de 599,5 habitants/km².
Dels 611 habitatges en un 29,8% hi vivien nens de menys de 18 anys, en un 47% hi vivien parelles casades, en un 11,3% dones solteres, i en un 38% no eren unitats familiars. En el 33,9% dels habitatges hi vivien persones soles el 18% de les quals corresponia a persones de 65 anys o més que vivien soles. El nombre mitjà de persones vivint en cada habitatge era de 2,26 i el nombre mitjà de persones que vivien en cada família era de 2,89.
Per edats la població es repartia de la següent manera: un 25% tenia menys de 18 anys, un 7,2% entre 18 i 24, un 27,9% entre 25 i 44, un 20,5% de 45 a 60 i un 19,4% 65 anys o més.
L'edat mediana era de 37 anys. Per cada 100 dones de 18 o més anys hi havia 82,4 homes.
La renda mediana per habitatge era de 30.766 $ i la renda mediana per família de 36.944 $. Els homes tenien una renda mediana de 27.083 $ mentre que les dones 22.422 $. La renda per capita de la població era de 16.660 $. Entorn del 9,2% de les famílies i el 10,8% de la població estaven per davall del llindar de pobresa.

## Poblacions més properes
El següent diagrama mostra les poblacions més properes.